# Li Aiyue
Dans ce nom, le nom de famille, Li, précède le nom personnel.
Pour les articles homonymes, voir Li.
Li Aiyue (chinois : 李愛月), née le 15 août 1970, est une judokate chinoise.

## Palmarès international en judo
| Championnats du monde | Championnats du monde | Championnats du monde |
| Année                 | Médaille              | Catégorie             |
| --------------------- | --------------------- | --------------------- |
| 1993                  | argent                | –48 kg                |
| 1995                  | argent                | –48 kg                |
| Jeux asiatiques       |                       |                       |
| Année                 | Médaille              | Catégorie             |
| 1990                  | argent                | –48 kg                |
| 1994                  | argent                | –48 kg                |
| Championnats d'Asie   |                       |                       |
| Année                 | Médaille              | Catégorie             |
| 1985                  | or                    | –48 kg                |
| 1988                  | or                    | –48 kg                |